# Badingham
Badingham est un village et une paroisse civile du Suffolk, en Angleterre. Il est situé dans le nord-est du comté, à une dizaine de kilomètres au nord-ouest de la ville de Saxmundham. Administrativement, il relève du district non métropolitain d'East Suffolk.

## Toponymie
Badingham est un nom d'origine vieil-anglaise désignant une ferme ou un village (hām) associé à un homme appelé Bēada.  Il est attesté pour la première fois sous la forme Badincham dans le Domesday Book, compilé en 1086.

## Histoire
Le Domesday Book indique que le manoir de Badingham appartient en 1086 au baron anglo-normand Robert Malet. Le village compte alors 56 foyers et son revenu annuel est estimé à 10 livres.
Au Moyen Âge, Badingham fait partie du hundred de Hoxne (en). Il est rattaché au district rural de Hoxne (en) de 1894 à 1934, puis au district rural de Blyth (en) de 1934 à 1974. Après l'abolition des districts ruraux, il fait partie du district non métropolitain de Suffolk Coastal de 1974 à 2019 et du district non métropolitain d'East Suffolk depuis cette date.

## Démographie
Au recensement de 2011, la paroisse civile de Badingham comptait 489 habitants.
| 1801 | 1811 | 1821 | 1831 | 1841 | 1851 | 1881 |
| ---- | ---- | ---- | ---- | ---- | ---- | ---- |
| 607  | 667  | 816  | 866  | 864  | 794  | 672  |

| 1891 | 1901 | 1911 | 1921 | 1931 | 1951 | 1961 |
| ---- | ---- | ---- | ---- | ---- | ---- | ---- |
| 598  | 558  | 584  | 507  | 490  | 454  | 369  |

| 1971 | 1981 | 1991 | 2001 | 2011 | - | - |
| ---- | ---- | ---- | ---- | ---- | - | - |
| 389  | ?    | ?    | ?    | 489  | - | - |

## Culture locale et patrimoine

### Lieux et monuments
L'église paroissiale de Badingham est dédiée à Jean le Baptiste. Ses plus anciennes parties remontent aux XIIe siècle, avec plusieurs ajouts lors des siècles ultérieurs et  une rénovation en profondeur du chancel en 1879. Elle est protégée en tant que monument classé de grade I depuis 1966.

### Personnalités liées
- Temple Chevallier, prêtre et astronome, est né à Badingham le 19 octobre 1794[9].
- La décoratrice et costumière Doris Zinkeisen réside à Badingham de 1966 à sa mort, en 1991[10], tout comme ses filles, les illustratrices Janet et Anne Grahame Johnstone.